# 南高根沢村
南高根沢村（みなみたかねざわむら）は栃木県芳賀郡に属していた村である。

## 地理
現在の芳賀郡の北部に位置する。
- 河川：五行川、野元川

## 歴史

### 村域の変遷
- 1889年（明治22年）4月1日 - 町村制施行により、下高根沢村、芳志戸村、八ッ木村、給部村、上稲毛田村が合併し芳賀郡南高根沢村が成立する。
- 1954年（昭和29年）3月31日 - 南高根沢村は祖母井町、水橋村とともに合併し芳賀町が発足。南高根沢村は消滅。
- 1974年（昭和49年） - 旧南高根沢村の一部（給部の一部）は高根沢町に編入。

変遷表
| 1868年 以前 | 1868年 以前     | 明治22年 4月1日 | 昭和29年 3月31日 | 昭和49年 | 現在   |
| ----------- | --------------- | --------------- | ---------------- | -------- | ------ |
|             | 芳志戸村        | 南高根沢村      | 芳賀町           | 芳賀町   | 芳賀町 |
|             | 下高根沢村      | 南高根沢村      | 芳賀町           | 芳賀町   | 芳賀町 |
|             | 八ツ木村        | 南高根沢村      | 芳賀町           | 芳賀町   | 芳賀町 |
|             | 上稲毛田村      | 南高根沢村      | 芳賀町           | 芳賀町   | 芳賀町 |
|             | 給部村          | 南高根沢村      | 芳賀町           | 芳賀町   | 芳賀町 |
|             | 高根沢町 に編入 | 南高根沢村      | 芳賀町           | 高根沢町 |        |

## 大字
- 芳志戸（ほうしど）
- 下高根沢（しもたかねさわ）
- 八ツ木（やつぎ）
- 給部（きゅうぶ）
- 上稲毛田（かみいなげた）

## 行政
- 南高根沢村長

| 代 | 氏名         | 就任                      | 退任                      | 備考                         |
| -- | ------------ | ------------------------- | ------------------------- | ---------------------------- |
| 1  | 螺良源内     | 1889年（明治22年）5月8日  | 1890年（明治23年）3月8日  |                              |
| 2  | 黒崎舜三郎   | 1890年（明治23年）3月17日 | 1893年（明治26年）3月21日 |                              |
| 3  | 戸室彌十郎   | 1893年（明治26年）4月1日  | 1897年（明治30年）4月1日  |                              |
| 4  | 〃           | 1897年（明治30年）4月6日  | 1901年（明治34年）1月9日  |                              |
| 5  | 黒崎満作     | 1901年（明治34年）3月14日 | 1902年（明治35年）8月20日 |                              |
| 6  | 龝山文七     | 1902年（明治35年）9月5日  | 1902年（明治35年）12月8日 |                              |
| 7  | 黒崎舜三郎   | 1903年（明治36年）1月16日 | 1905年（明治38年）8月22日 | 在任中死去                   |
| 8  | 大谷津新三郎 | 1905年（明治38年）10月3日 | 1906年（明治39年）1月9日  |                              |
| 9  | 戸室彌一郎   | 1906年（明治39年）2月22日 | 1908年（明治41年）3月21日 |                              |
| 10 | 水野※太郎    | 1908年（明治41年）3月27日 | 1908年（明治41年）4月11日 | 職務管掌、郡書記 ※は金偏に春 |
| 11 | 螺良源右衛門 | 1908年（明治41年）4月12日 | 1909年（明治42年）9月13日 |                              |
| 12 | 黒崎治部衛   | 1909年（明治42年）9月25日 | 1910年（明治43年）5月1日  |                              |
| 13 | 岡田与左衛門 | 1910年（明治43年）5月11日 | 1914年（大正3年）5月10日  |                              |
| 14 | 小堀庄兵衛   | 1914年（大正3年）5月14日  | 1916年（大正5年）7月21日  |                              |
| 15 | 酒井森平     | 1916年（大正5年）8月23日  | 1917年（大正6年）7月21日  |                              |
| 16 | 手塚藤太     | 1917年（大正6年）11月22日 | 1918年（大正7年）2月26日  | 職務管掌、郡書記             |
| 17 | 加藤又四郎   | 1918年（大正7年）6月8日   | 1920年（大正9年）2月29日  |                              |
| 18 | 黒崎敬司     | 1920年（大正9年）6月22日  | 1922年（大正11年）4月18日 |                              |
| 19 | 加藤喜重郎   | 1922年（大正11年）5月20日 | 1923年（大正12年）1月4日  |                              |
| 20 | 齋藤順三郎   | 1923年（大正12年）5月11日 | 1925年（大正14年）5月5日  |                              |
| 21 | 小堀長一郎   | 1925年（大正14年）5月13日 | 1929年（昭和4年）2月6日   |                              |
| 22 | 螺良源右衛門 | 1929年（昭和4年）2月9日   | 1929年（昭和4年）10月27日 |                              |
| 23 | 広木謙一郎   | 1930年（昭和5年）1月28日  | 1931年（昭和6年）4月7日   |                              |
| 24 | 綱川文太     | 1932年（昭和7年）3月15日  | 1933年（昭和8年）3月22日  |                              |
| 25 | 〃           | 1933年（昭和8年）9月19日  | 1937年（昭和12年）3月25日 |                              |
| 26 | 見目英郎     | 1937年（昭和12年）8月4日  | 1941年（昭和16年）8月3日  |                              |
| 27 | 上野審一郎   | 1941年（昭和16年）8月31日 | 1942年（昭和17年）1月19日 |                              |
| 28 | 戸室利貞     | 1943年（昭和18年）3月1日  | 1944年（昭和19年）4月8日  |                              |
| 29 | 小堀文雄     | 1944年（昭和19年）9月7日  | 1946年（昭和21年）12月5日 |                              |
| 30 | 矢口憲一郎   | 1947年（昭和22年）4月5日  | 1948年（昭和23年）3月25日 |                              |
| 31 | 黒崎正美     | 1948年（昭和23年）4月24日 | 1950年（昭和25年）8月13日 |                              |
| 32 | 赤羽実       | 1950年（昭和25年）9月23日 | 1954年（昭和29年）3月30日 | 初代芳賀町長                 |

出典:『栃木県町村合併誌 第一巻』, p. 378-379

## 人口・世帯

### 人口
総数 [単位： 人]
| 1891年（明治24年） | 3,866 |
| 1920年（大正 9年） | 4,891 |
| 1935年（昭和10年） | 5,217 |
| 1950年（昭和25年） | 6,757 |

### 世帯
総数 [単位： 世帯]
| 1920年（大正 9年） | 806   |
| 1935年（昭和10年） | 870   |
| 1950年（昭和25年） | 1,093 |